# Sphaerotheristus macrostoma
Sphaerotheristus macrostoma är en rundmaskart som först beskrevs av Timm 1963.  Sphaerotheristus macrostoma ingår i släktet Sphaerotheristus och familjen Monhysteridae. Inga underarter finns listade i Catalogue of Life.